# Ruisseau Halls
Pour les articles homonymes, voir Halls (homonymie).
 (août 2014).
Si vous disposez d'ouvrages ou d'articles de référence ou si vous connaissez des sites web de qualité traitant du thème abordé ici, merci de compléter l'article en donnant les références utiles à sa vérifiabilité et en les liant à la section « Notes et références ».
 (août 2014).
Le ruisseau Halls est un cours d'eau qui coule dans la ville de Moncton, au sud-est du Nouveau-Brunswick. Il comprend deux branches, la Branche Nord et la Branche Ouest. La Branche Nord prend sa source au pied des collines du nord de Moncton. Sur son cours se trouve un barrage, qui forme le réservoir McLaughlin, un de ceux alimentant la ville en eau potable. La Branche ouest prend sa source de plusieurs ruisseaux près du quartier Hildergarde.
Les deux branches du ruisseau se rejoignent à quelques centaines de mètres à l'ouest de l'Université de Moncton. Pendant un peu plus de trois kilomètres, le ruisseau passe dans la prairie du Rond (du fait qu'un carrefour giratoire y a été construit), effectue quelques méandres et se jette en rive gauche de la rivière Petitcodiac, au niveau du Coude.
Dans son estuaire, le ruisseau forme la frontière entre les villes de Moncton et Dieppe.

## Étymologie
Le ruisseau était appelé Panacadie par les Micmacs, que les Acadiens transformèrent en Nacadie. Ces derniers avait transformé le marais en terres cultivables par l'usage d'aboiteaux, dont certains sont toujours en place. Près du ruisseau se trouvaient les villages de Terre-Rouge et de Sylvabreau.
Le cours du ruisseau Halls est fortement urbanisé. Une grande partie de la prairie est détruite et l'eau du ruisseau est brune. Certaines personnes lui donnent le nom de ruisseau au Chocolat, en comparaison avec l'eau de la rivière Petitcodiac.